# Formica melanopis
Formica melanopis é uma espécie de formiga do gênero Formica, pertencente à subfamília Formicinae.